# Stefano Durazzo
Stefano Durazzo (Génova, novembro de 1668 — Génova, 24 de janeiro de 1744) foi o 152.º Doge da República de Génova e rei da Córsega.

## Biografia
Filho de Pietro Durazzo, Doge de Génova nos dois anos de 1685 a 1687, e de Violante Garbarino, nasceu na capital genovesa em 1668. Comparado a outros representantes nobres, Stefano Durazzo, de facto, não lidava muito com a vida pública e mesmo o seu mandato bienal foi pouco influente ou quase de "administração ordinária". A 3 de fevereiro de 1736, o seu mandato como Doge terminou, mas ele continuou a servir a República como chefe do Magistrado da Guerra e inquisidor do estado. Durazzo faleceu em Génova em 24 de janeiro de 1744.